# 1999年文學

## 出版物
- 24重人格
- 大逃杀
- 达尔文电波
- 聖人饗宴
- 30沒戀人
- 巷說百物語
- 超能少女
- 我殺了他
- 新鐵金剛之黑日危機
- 勿忘我
- 哈利·波特与阿兹卡班囚徒
- 日巡者
- 柔嫩的臉頰
- 白色巨塔

## 奖项
- 诺贝尔文学奖：君特·格拉斯（德國）
- 法國龔古爾文學獎：让·埃舍诺
- 日本芥川赏：玄月、藤野千夜
- 日本直木赏：佐藤賢一、桐野夏生
- 英國布克獎：约翰·马克斯维尔·库切
- 美國普立茲小說獎：麥可·康寧漢